# 291824 Cami
291824 Cami è un asteroide della fascia principale. Scoperto nel 2006, presenta un'orbita caratterizzata da un semiasse maggiore pari a 2,4072389 au e da un'eccentricità di 0,0430428, inclinata di 6,72628° rispetto all'eclittica.